# Банниковы
Банниковы — деревня в Котельничском районе Кировской области в составе Биртяевского сельского поселения.

## География
Располагается на расстоянии менее 2 км на север от райцентра города Котельнич.

## История
Известна с 1671 года как починок Сенки Сестраковского с 1 двором, в 1764 уже починок Шестряковский с 39 жителями. В 1873 году здесь (деревня Шестряковская или Банниковы) отмечено дворов 4 и жителей 42, в 1905 12 и 108, в 1926 (Банниковы) 16 и 77, в 1950 17 и 53, в 1989 году оставалось 4 человека.

## Население
Постоянное население  составляло 8 человек (русские 100%) в 2002 году, 10 в 2010.